# Liste der denkmalgeschützten Objekte in Wendling
Die Liste der denkmalgeschützten Objekte in Wendling enthält die drei denkmalgeschützten, unbeweglichen Objekte der Gemeinde Wendling in Oberösterreich (Bezirk Grieskirchen).

## Denkmäler
| Foto |                 | Denkmal                                                                    | Standort                             | Beschreibung | Metadaten |
| ---- | --------------- | -------------------------------------------------------------------------- | ------------------------------------ | --- | --- |
| ja   | Datei hochladen | Pfarrhof HERIS-ID: 52706 Objekt-ID: 60192                                  | Hofmark 1 Standort KG: Wendling      | | BDA-Hist.: Q38053572 Status: § 2a Stand der BDA-Liste: 2025-06-30 Name: Pfarrhof GstNr.: 21                                                         |
| ja   | Datei hochladen | Kath. Pfarrkirche hl. Ulrich und Friedhof HERIS-ID: 52705 Objekt-ID: 60190 | bei Hofmark 5a Standort KG: Wendling | Eine Kirche wurde um 1200–1220 urkundlich genannt. Das einschiffige dreijochige – im Kern gotische – Langhaus hat ein flaches Tonnengewölbe auf Gurten und eingezogene Strebepfeiler. Der eingezogene niedrigere einjochige Chor hat ein Netzrippengewölbe und einen Fünfachtelschluss. Der Westturm hat einen neuen Spitzhelm. Das West- und Südportal ist gotisch. | BDA-Hist.: Q23541926 Status: § 2a Stand der BDA-Liste: 2025-06-30 Name: Kath. Pfarrkirche hl. Ulrich und Friedhof GstNr.: 1, 2 Pfarrkirche Wendling |
| ja   | Datei hochladen | Kath. Filialkirche hl. Georg HERIS-ID: 79505 Objekt-ID: 93192              | Zupfing 3a Standort KG: Zupfing      | Die Kirche wurde im 16. Jahrhundert erbaut. Das gotische einschiffige dreijochige Langhaus mit einer Flachdecke. Der eingezogene niedrigere einjochige Chor mit einem Netzrippengewölbe und zwei Köpfen auf Konsolsteinen hat einen Fünfachtelschluss. Der halbe eingestellte Westturm trägt einen Zwiebelhelm. Das West- und Südportal ist gotisch.                 | BDA-Hist.: Q23541661 Status: § 2a Stand der BDA-Liste: 2025-06-30 Name: Kath. Filialkirche hl. Georg GstNr.: 1 Filialkirche Zupfing                 |